# Circuit à capacités commutées
Les circuits à capacités commutées ou circuits SC (en anglais Switched-Capacitor) permettent l'émulation d'une résistance grâce à une capacité associée à des transistors MOS utilisés comme interrupteurs.
Les circuits à capacités commutées présentent certains avantages sur les résistances :
- ils permettent d'obtenir une résistance variable en fonction de la fréquence d'horloge. Ceci permet de réaliser des filtres dont la fréquence de coupure est fonction de la fréquence d'horloge.
- ils occupent une surface plus faible que celle qu'occuperait la résistance intégrée équivalente.
- en général (ceci dépend de la technologie employée), la précision des capacités intégrées est plus grande que celle des résistances. Ce point est important lors de la réalisation d'un filtre.

## Historique
C'est en 1972 que David L. Fried (en) proposa un tel circuit permettant de supprimer les résistances et de les remplacer par des circuits à capacités commutées. Le premier filtre intégré utilisant cette innovation fut employé[Par qui ?] en 1977.

## Principe des circuits à capacités commutées

Schéma électrique d'une capacité commutée

Les interrupteurs S1 et S2 sont commandés par deux horloges Phi1 et Phi2. Ces deux interrupteurs sont complémentaires, c’est-à-dire lorsque l'interrupteur S1 est ouvert, l'interrupteur S2 est fermé et lorsque l'interrupteur S2 est ouvert, l'interrupteur S1 est fermé.
On peut considérer que les tensions Vin(t) et Vout(t) sont constantes pendant une période d'horloge car ces tensions varient peu.
La charge de la capacité pendant la phase d'activité de l'horloge Phi1 est {\displaystyle q1=Cs*Vin} et la charge de la capacité pendant la phase d'activité de l'horloge Phi2 est {\displaystyle q2=Cs*Vout}. Pendant une période, le transfert de la charge correspond à {\displaystyle \Delta q=q1-q2} de l'entrée vers la sortie. Ce qui est équivalent à un courant moyen {\displaystyle I_{moy}=\Delta q/T_{e}}. La résistance équivalente entre l'entrée et la sortie est donc :
{\displaystyle R_{eq}={\frac {V_{in}-V_{out}}{I_{moy}}}={\frac {T_{e}}{C_{s}}}={\frac {1}{f_{e}C_{s}}}}

## Applications
Les circuits à capacités commutées sont essentiellement utilisés pour réaliser des filtres, on les utilise également pour de l'intégration à base d'AOP, ou de la numérisation (conversion analogique numérique).